# Sanremo 2011 (compilation)
Sanremo 2011 è un album compilation contenente 16 dei 22 brani in gara al Festival di Sanremo 2011, più 3 brani che non hanno superato l'eliminatoria trasmessa a Domenica in relativa alla sezione Giovani.

## Tracce
1. Modà con Emma – Arriverà (Francesco Silvestre, Enrico Zapparoli, Enrico Palmosi)
2. Roberto Vecchioni – Chiamami ancora amore (Roberto Vecchioni, Claudio Guidetti)
3. Patty Pravo – Il vento e le rose (Diego Calvetti, Marco Ciappelli)
4. Luca Madonia con Franco Battiato – L'alieno (Luca Madonia)
5. Davide Van De Sfroos – Yanez (Davide Bernasconi)
6. Luca Barbarossa e Raquel del Rosario – Fino in fondo (Luca Barbarossa)
7. Anna Oxa – La mia anima d'uomo (Anna Oxa, Lorenzo Imerico, Roberto Pacco)
8. Al Bano – Amanda è libera (Fabrizio Berlincioni, Alterisio Paoletti, Albano Carrisi)
9. Roberto Amadè – Come pioggia (Roberto Amadè)
10. Gabriella Ferrone – Un pezzo d'estate (Giuliano Boursier)
11. Le Strisce – Vieni a vivere a Napoli
12. Marco Menichini – Tra tegole e cielo (Maurizio Galli, Stefano Senesi)
13. Serena Abrami – Lontano da tutto (Niccolò Fabi)
14. BTwins – Mi rubi l'amore (Saverio Grandi, Cesare Chiodo)
15. Infranti Muri – Contro i giganti
16. Neks – Occhi

## Classifiche
| Classifica (2011) | Posizione massima |
| ----------------- | ----------------- |
| Italia            | 1                 |
| Svizzera          | 2                 |